# Bremen (Schiff, 1904)
Die Bremen war ein Kleiner Kreuzer der Kaiserlichen Marine und das Typschiff der sieben Schiffe umfassenden Bremen-Klasse. Der Stapellauf erfolgte am 9. Juli 1903 auf der Werft AG Weser in Bremen. Die Indienststellung fand am 19. Mai 1904 in Wilhelmshaven statt.

## Geschichte
Die Bremen wurde unter dem Vertragsnamen „L“ bestellt und am 1. August 1902 auf Kiel gelegt. Die Schiffstaufe nahm der Bremer Bürgermeister Alfred Dominicus Pauli vor. Das Schiff wurde zur Ausrüstung auf die Kaiserliche Werft Wilhelmshaven verlegt und am 19. Mai 1904 unter dem Kommando von Korvettenkapitän Paul Schlieper für Seeversuche aktiviert. Während ihrer ersten Tests erreichte sie eine Höchstgeschwindigkeit von 23,29 Knoten (43,13 km/h), weit über ihrer Entwurfsgeschwindigkeit und sehr hoch für Kriegsschiffe dieser Zeit. Die Versuche wurden am 15. Juli abgeschlossen und die Bremen sollte außer Dienst gestellt werden. Das Marinekommando beschloss stattdessen, sie als Ersatz für den Kleinen Kreuzer Gazelle zur ostamerikanischen Station zu entsenden. Für diesen Einsatz übernahm Korvettenkapitän Richard Koch das Kommando.

### Auslandseinsatz

#### 1904–1907
Am 27. August 1904 verließ das Schiff Kiel und traf am 25. September 1904 in Rio de Janeiro ein. Auf dem Weg dorthin machte sie am 25. September auf Madeira Halt und traf dort das Flaggschiff der Ostamerikanischen Kreuzerdivision, den Kreuzer Vineta. Zu diesem Zeitpunkt war die Venezuela-Krise zwischen diesem Land, Großbritannien, Deutschland und Italien bereits beigelegt, sodass die Kreuzerdivision nicht mehr benötigt wurde. Die Bremen setzte ihren Weg damit als Stationär fort, um die deutschen Wirtschaftsinteressen, im Ausland lebende deutsche Staatsangehörige und diplomatische Verhandlungen zu unterstützen. Als Basis wurde, wie in den Jahren zuvor von deutschen Stationsschiffen, der dänische Hafen Charlotte Amalie auf der Insel Saint Thomas in Dänisch-Westindien genutzt.
Bis Mitte April 1905 fuhr die Bremen im Verband mit dem Kanonenboot Panther, einem weiteren Schiff der ehemaligen Kreuzerdivision. Während dieser Zeit machten die beiden Schiffe von Anfang Dezember 1904 bis Anfang Januar 1905 in Kingston Halt und Mitte März schleppte sie die britische Bark Malva nach St. George’s, Bermuda. Am 15. März wurde die Kreuzerdivision dann auch offiziell aufgelöst und die Bremen erhielt die Beorderung als einzeln operierendes Stationsschiff. Koch wurde dienstältester Offizier der deutschen Schiffe in der Region. Nach gemeinsamen Trainingsübungen mit der Panther ging die Bremen vom 19. April bis 23. Mai nach Newport News, Virginia, zu Überholungsarbeiten. Den Rest des Jahres 1905 kreuzte das Schiff in zentralamerikanischen Gewässern und hielt sich unter anderem in Veracruz auf, wo sie von Mitgliedern der mexikanischen Regierung besucht wurde.
1906 kehrte das Schiff für eine weitere Überholung, die vom 23. März bis zum 14. Mai dauerte, nach Newport News zurück. Nach Abschluss der Reparaturen kreuzte die Bremen an der Ostküste Südamerikas und lief bis nach Bahía Blanca in Argentinien. Auf dem Weg zurück nach Norden traf sie das Schulschiff Stein in Port of Spain. In Kingston erhielt die Bremen einen Notruf des Dampfers Prinzessin Victoria Luise der HAPAG, der auf einem nahe gelegenen Korallenriff auf Grund gelaufen war. Die Passagiere wurden auf die Bremen übernommen, aber die Versuche, das Schiff auch mit der Hilfe der herbeigerufenen Panther zu befreien, schlugen fehl und es musste aufgegeben werden. Im Dezember löste Fregattenkapitän Hermann Alberts Koch ab. Vom 2. März bis 14. April 1907 stand ein weiterer Überholungsaufenthalt in Newport News an. Hiernach schloss sich die Bremen dem Großen Kreuzer Roon an, der Deutschland am 26. April auf der „Jamestown-Ausstellung“ zum Gedenken an den 300. Jahrestag der Ankunft der Kolonisten in Chesapeake Bay vertrat. Nach der Abreise der Roon am 3. Mai unternahm die Bremen eine Tour durch die Häfen entlang der Ostküste der Vereinigten Staaten und ging ab Juni in den Sankt-Lorenz-Strom, um Montreal und weitere Häfen in Labrador zu besuchen. Das vorbildliche Verhalten bei den Besuchen in Kanada veranlasste Kaiser Wilhelm II., der Besatzung einen Orden zur Anerkennung zu verleihen. Ab Oktober 1907 diente bis Ende 1909 Wilhelm Canaris auf dem Schiff.
Inzwischen war die Panther nach Afrika beordert worden, sodass die Bremen nunmehr der einzige Stationär an der ostamerikanischen Küste war.

#### 1908–1911
Die Bremen kam am 16. März 1908 in Port-au-Prince, Haiti, an, wo Bürgerkriegsunruhen die deutschen Staatsangehörigen im Land bedrohten. Die haitianische Regierung ging zwar gegen den Aufstand vor, aber die Bremen brachte siebenundfünfzig Deutsche nach Kingston. Als Nächstes ging sie vom 30. Mai bis 9. Juni nach Philadelphia und war damit das erste deutsche Kriegsschiff, das die Stadt besuchte. Vom 10. bis 19. Juni besuchte sie New York und kehrte danach nach Südamerika zurück, wo sie Ende August den Dampfer Cap Frio der Hamburg Süd (HSDG), der in der Bucht vor Bahía Blanca auf Grund gelaufen war, unterstützte. Die Bremen und der Dampfer König Wilhelm des Norddeutschen Lloyd (NDL) nahmen die Passagiere und Besatzung auf. Die Bremen setzte danach ihre Reise südlich fort, hielt am 10. November in Punta Arenas und passierte die Magellanstraße, um in den Pazifik vorzudringen. Anschließend kehrte sie an die Ostküste zurück.
Im November ersetzte Albert Hopman Alberts als Kommandant des Schiffes. Es schlossen sich Aufenthalte Anfang 1909 in La Guaira, Venezuela, wo Hopman Präsident Juan Vicente Gómez offiziell besuchte, in Havanna (29. März bis 2. April), wo sie zusammen mit dem NDL-Dampfer Altenburg half, ein Feuer im Hafen zu löschen, und in Newport News (6. April bis 15. Mai) für weitere Überholungen an.
Anfang August ging sie erneut nach Port-au-Prince, wo weitere Unruhen ausgebrochen waren, und Anfang September nach Veracruz zum Besuch von Präsident Porfirio Díaz. Anschließend dampfte sie nach Norden, um gemeinsam mit den Kreuzern Victoria Louise und Hertha sowie dem Kleinen Kreuzer Dresden Deutschland bei der „Hudson-Fulton-Feierlichkeiten“ in New York zu vertreten, die den 300. Jahrestag der Entdeckung des Hudson durch Henry Hudson markierte sowie den 100. Jahrestag von Robert Fultons Entwicklung des Raddampfers. Die Schiffe nahmen auch an der internationalen Parade teil und die Bremen erhielt mit Fregattenkapitän Ernst Goette einen neuen Kommandanten. Die vier Kreuzer verblieben bis zum 14. Oktober im Hafen und die Bremen lief bis zum 14. Dezember nach Buenos Aires, wo sie die französischen Panzerkreuzer Gueydon und Dupetit-Thouars antraf und die Offiziere an einer gemeinsamen Feier mit den Franzosen, organisiert von der argentinischen Regierung, teilnahmen.
Anfang Januar 1910 war die Bremen nach Punta Arenas und weiter nach Chile unterwegs. Am 16. März erreichte sie Tocopilla, von wo sie die Rückreise in den Atlantik antrat. Am 29. April geriet das Schiff in einen schweren Sturm, der eine Explosion im Hilfsmaschinenraum auf der Steuerbordseite zur Folge hatte, bei der ein Mann schwer verletzt wurde. Das Schiff traf am 10. Mai in Buenos Aires ein und traf dort den Kleinen Kreuzer Emden, der sich auf dem Weg zum Ostasiengeschwader befand. Die Besatzungen nahmen an den 100-Jahr-Feierlichkeiten der Mai-Revolution teil und die Bremen blieb bis zum 15. Juni vor Ort, bevor sie sich nach Callao an der Westküste Südamerikas begab. Am 4. September erhielt die Bremen den Befehl, sich nach Valparaíso zu begeben, um dort vom 28. September bis 3. Oktober an den Feierlichkeiten zur 100-jährigen Staatsgründung Chiles teilzunehmen.
Die Bremen setzte dann ihre Reise nach Norden fort und erreichte Ende Oktober in Guayaquil. Im November 1910 führten die britische Schaluppe Algerine und die US-amerikanischen Kanonenboote Yorktown und Princeton zusammen mit der Bremen unter deutschem Oberbefehl die Absetzung des Revolutionsgenerals Valladares im Pazifikhafen Amapala in Honduras durch. Weiterhin stellten die Schiffe auch ein internationales Landungskorps zur Verteidigung der Konsulate und des internationalen Viertels für den Schutz der Zivilisten in der Region. Nachdem sich die Situation in Amapala stabilisiert hatte, fuhr die Bremen am 13. November in Richtung Puerto San José und ab dem 1. Dezember für einen längeren Aufenthalt weiter nach Puntarenas, Costa Rica. Während der Weiterfahrt nach Süden nahm die Besatzung am 3. Februar 1911 an der Beerdigung von Chiles Präsident Pedro Montt Montt teil. Den Atlantik erreichte die Bremen schließlich am 28. Februar.

#### 1912–1914
Während eines Zwischenstopps in Rio de Janeiro am 19. März traf die Bremen den Schlachtkreuzer Von der Tann, der sich damals auf einer Langstrecken-Versuchsfahrt befand. Vom 5. Bis 22. Mai folgte ein weiterer Überholungsaufenthalt in Newport News und anschließend ein Einsatz vor Haiti, wo erneut Unruhen ausgebrochen waren. Ab dem 2. August war das Schiff vor Ort und schützte Zivilisten durch kleine Landungseinheiten. Am 15. August lief sie zurück nach Newport News, für erneute Wartungsarbeiten bis zum 24. November. Zwischenzeitlich löste Korvettenkapitän Hans Seebohm Götte als Kommandant ab. Anfang 1912 kreuzte die Bremen im Golf von Mexiko und später im Jahr an der Atlantikküste der Vereinigten Staaten. Am 30. Mai traf sie vor Cape Henry, Virginia, auf den Schlachtkreuzer Moltke und den Kleinen Kreuzer Stettin. Die beiden Schiffe waren von Deutschland als „Detachierte Division“ zu einem offiziellen Besuch in die Vereinigten Staaten geschickt worden, nachdem im vergangenen Sommer ein US-amerikanisches Geschwader Kiel besucht hatte. Gemeinsam liefen die Kreuzer in die Hampton Roads ein, wo sie am 3. Juni durch die amerikanische Atlantikflotte in Anwesenheit des US-Präsidenten Taft empfangen wurden. Am 8./9. Juni verlegte das kleine, unter dem Befehl von Konteradmiral Hubert von Rebeur-Paschwitz stehende Geschwader nach New York, von wo die Moltke und die Stettin am 13. Juni ihren Rückmarsch nach Deutschland begannen.
Die Bremen lief hiernach nach Süden und passierte die Magellanstraße für eine weitere Reise entlang der Westküste Südamerikas. Die Rückkehr in den Atlantik erfolgte am 20. Dezember.
Im Dezember 1912 wurde sie nach Westafrika befohlen, um dort nach Ausbruch von Unruhen in Liberia die Kanonenboote Panther und Eber zu unterstützen. Bei Ankunft in Monrovia am 25. Dezember hatte die liberianische Regierung die Situation bereits unter ihre Kontrolle gebracht. Die Bremen reiste somit am 12. Januar 1913 ab, um nach einem Besuch in Freetown in ihr Stationsgebiet zurückzukehren.
Im Juni 1913 wurde die Bremen in die Heimat zurückbeordert, wobei das Schiff auf der Rückreise im August 1913 über St. Helena die deutschen Kolonien Kamerun und Togo besuchte. Als sie am 24. September 1913 in Funchal auf Madeira eingelaufen war, wurde der Befehl zur Heimkehr widerrufen, da der als Ersatz vorgesehene Kreuzer Karlsruhe noch nicht bereitstand.
Das Schiff dampfte dann als Reaktion auf die Mexikanische Revolution an die dortige Küste und operierte zwischen Anfang November und Ende Januar 1914 gemeinsam mit Kriegsschiffen der United States Navy. Gemeinsam mit den HAPAG-Dampfern Kronprinzessin Cecilie und Bolivia evakuierte die Bremen während der Hilfsmaßnahmen 1200 deutsche, österreichisch-ungarische, niederländische, französische und spanische Zivilisten.
Am 21. Januar traf die Dresden als Ersatz in der Region ein und Bremen konnte nach Hause zurückkehren. Bevor sie die Region verließ, stand ein erneuter Aufenthalt in Port-au-Prince an, wo erneut Unruhen stattfanden. Am 13. Februar konnte Bremen schließlich nach fast neuneinhalb Jahren im Ausland nach Deutschland zurückkehren. Sie wurde angewiesen, nach Bremen zurückzukehren, das sie am 15. März erreicht und von Bürgermeister und Senat der Stadt begrüßt wurde, die eine Feier für ihre Besatzung abhielten. Der Kreuzer verlegte dann drei Tage später nach Wilhelmshaven, wo er am 27. März außer Dienst gestellt wurde.

### Erster Weltkrieg
Nach der Außerdienststellung wurde die Bremen zur Modernisierung in die Kaiserliche Werft in Wilhelmshaven übernommen. Vier ihrer 10,5-cm-Kanonen wurden durch ein Paar 15-cm-L/45-Kanonen ersetzt, jeweils eine an Bug und Heck. Die sechs 10,5-cm-Seitenkanonen wurden beibehalten. Ihr elektrisches System wurde ebenfalls verbessert und sie erhielt einen neuen vorderen Mast. In dieser Zeit brach im Juli 1914 der Erste Weltkrieg aus. Die Bremen blieb bis zu ihrer Wiederindienststellung am 27. Mai 1915 in der Werft und wurde nach Abschluss der Probefahrten den in der Ostsee stationierten Seestreitkräften zugeteilt. Sie verließ Kiel am 2. Juli und kam sechs Tage später in Libau an, wo sie sich der Aufklärungseinheit des Ostseekommandos unter Konteradmiral Albert Hopman anschloss. Die Einheit wurde mit Offensivoperationen in der östlichen Ostsee beauftragt. Die Bremen ging sofort in den Einsatz und schloss sich einem Aufklärungseinsatz des IV. Geschwaders in das Gebiet nördlich von Gotland an. Am 14. Juli wurde sie zweimal von U-Booten angegriffen, aber beide Angriffe schlugen fehl.
Anfang August marschierten Einheiten der Hochseeflotte in die Ostsee, um die deutsche Armee im Kampf gegen die russischen Streitkräfte im Rigaischen Meerbusen zu unterstützen. Am ersten Tag der dortigen Schlacht, dem 8. August, verließ die Bremen Libau, um die Besatzung des Torpedoboots T 52 zu retten, das vor der Halbinsel Sworbe der Insel Ösel auf eine Seemine gelaufen war und sank. Nach der Rettung der Besatzung eskortierte sie das Einheitslinienschiff Braunschweig. Später am 8. August geriet sie in einen Kampf mit dem russischen gepanzerten Kanonenboot Chrabry. Beim zweiten Vorstoß in die Rigaer Bucht am 16. August war sie gemeinsam mit den Kreuzern Graudenz, Augsburg und Pillau sowie den Schlachtschiffe Nassau und Posen unterwegs. Die deutsche Flottille zwang das russische Linienschiff Slava zum Rückzug und drang bis zum 19. August in die Bucht ein. Die Bremen beschoss in dieser Zeit russische Stellungen bei Arensburg. Die Deutschen mussten sich kurz darauf wegen der Bedrohung durch russische U-Boote und Minen zurückziehen.
Im September nahm die Bremen an weiteren Aufklärungseinsätzen nördlich von Gotland teil, wobei es nicht zu Feindkontakt kam. Weitere Patrouillen schlossen sich an. Am 12. Oktober schleppte die Bremen den Wasserflugzeugtender Answald frei, nachdem dieser auf Grund gelaufen war.

### Untergang
Am Abend des 17. Dezember 1915 verließ die Bremen zusammen mit den Torpedobooten V 191 und V 186 den Hafen von Windau. Auf der Sponbank lief V 191 um 17:10 Uhr auf eine Mine. Die Bremen begann sofort mit den Rettungsmaßnahmen. Ein Abschleppversuch misslang. Bei der Bergung der Schiffbrüchigen erhielt der Kreuzer selbst zwei Minentreffer. Um 18:04 Uhr versank der Kleine Kreuzer in der Ostsee. 250 Besatzungsmitglieder fanden den Tod. 53 Überlebende konnten von V 186 gerettet werden.

## Kommandanten
| Mai bis Juli 1904                      | Korvettenkapitän/Fregattenkapitän Paul Schlieper    |
| Juli 1904 bis Dezember 1906            | Korvettenkapitän/Fregattenkapitän Richard Koch      |
| 5. Dezember 1906 bis 15. November 1908 | Fregattenkapitän/Kapitän zur See Hermann Alberts    |
| Dezember 1908 bis Oktober 1909         | Fregattenkapitän/Kapitän zur See Albert Hopman      |
| Oktober 1909 bis Oktober 1911          | Fregattenkapitän/Kapitän zur See Ernst Goette       |
| 4. Oktober 1911 bis 14. April 1912     | Korvettenkapitän Hans Seebohm                       |
| April bis Mai 1912                     | Korvettenkapitän/Fregattenkapitän Heinrich Retzmann |
| 9. Mai 1912 bis 27. März 1914          | Fregattenkapitän Hans Seebohm                       |
| Mai bis 17. Dezember 1915              | Korvettenkapitän Axel Walter                        |

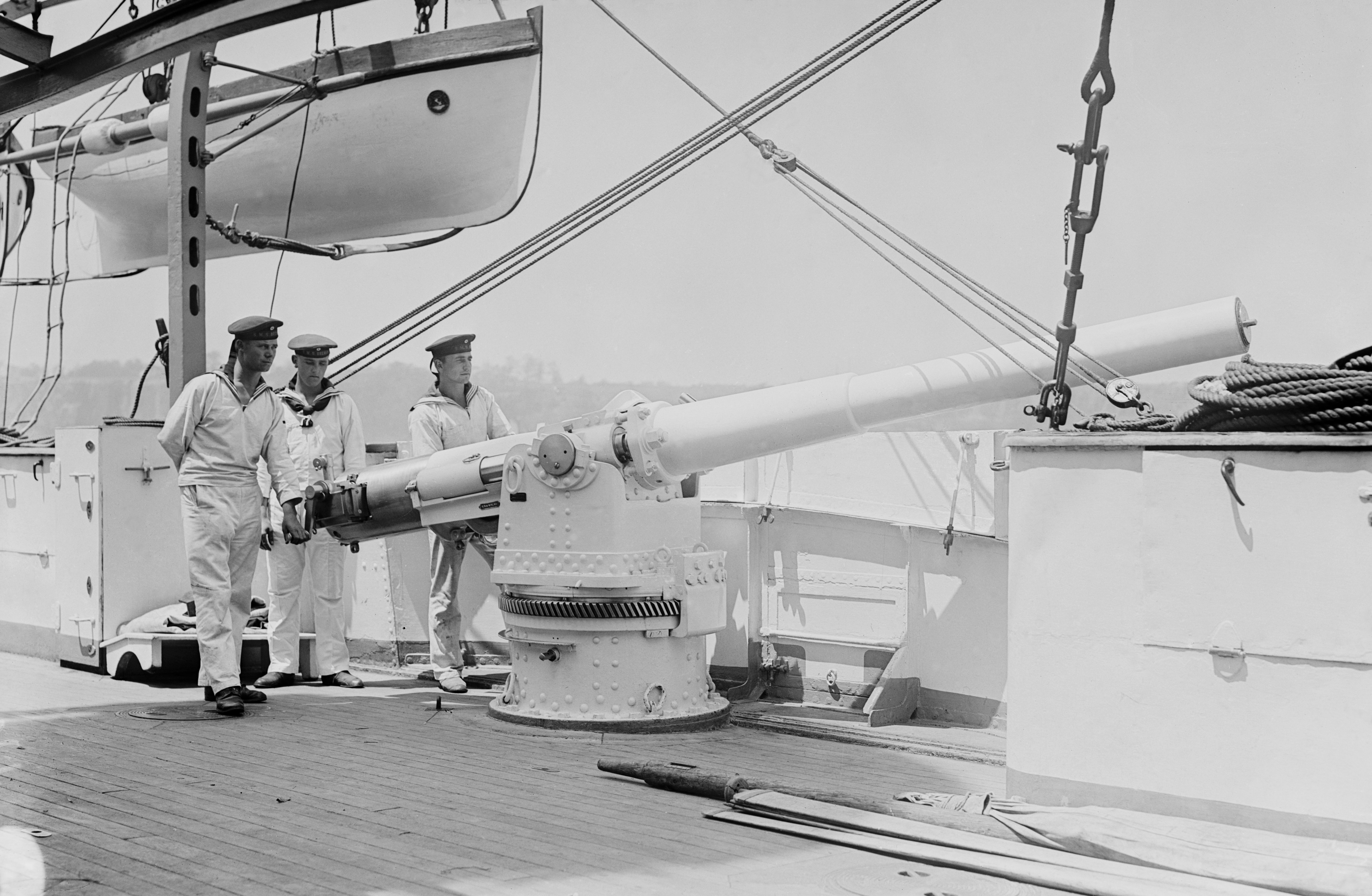
10,5-cm-Kanone an Deck der Bremen
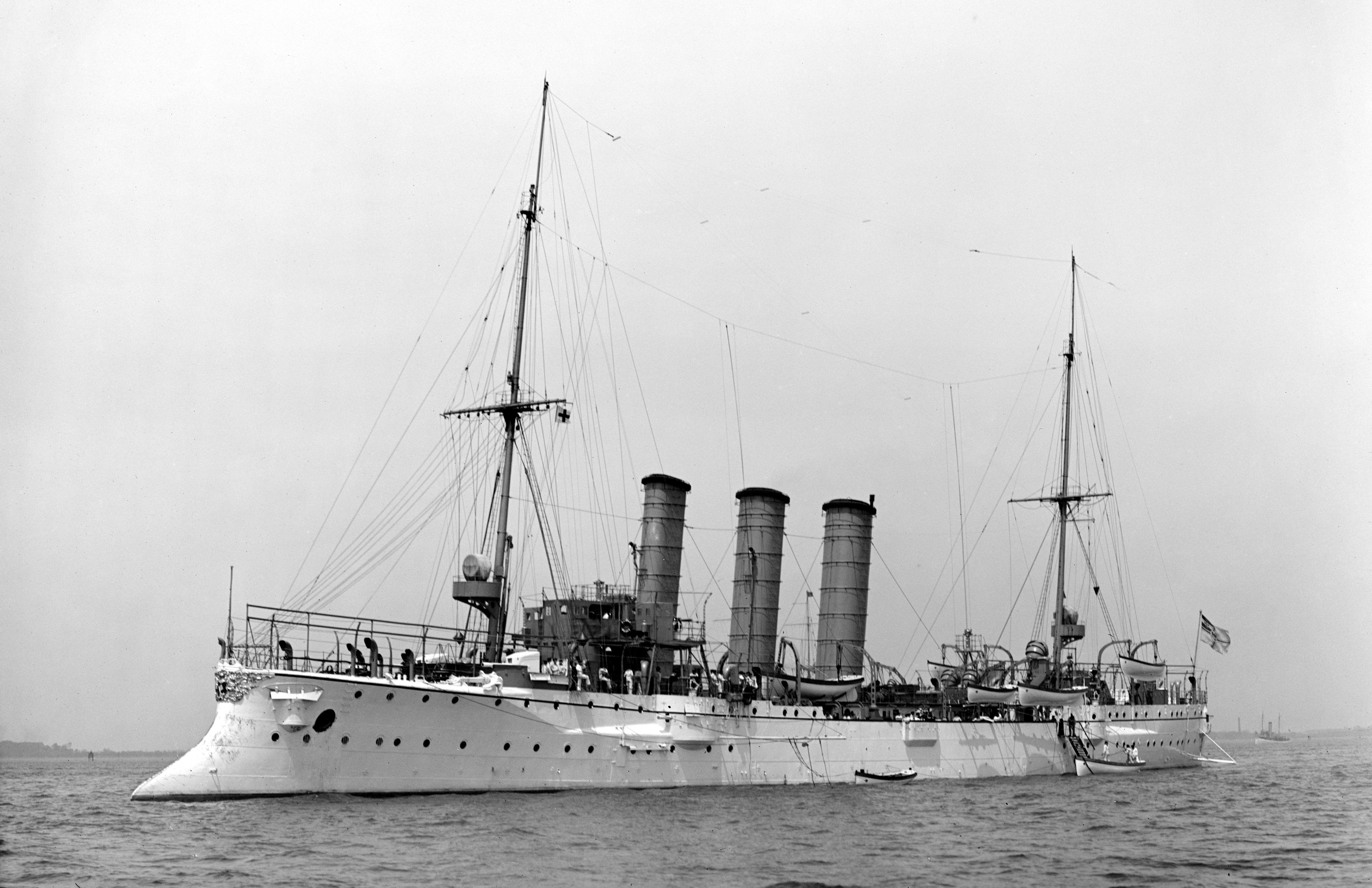
Die Bremen 1907
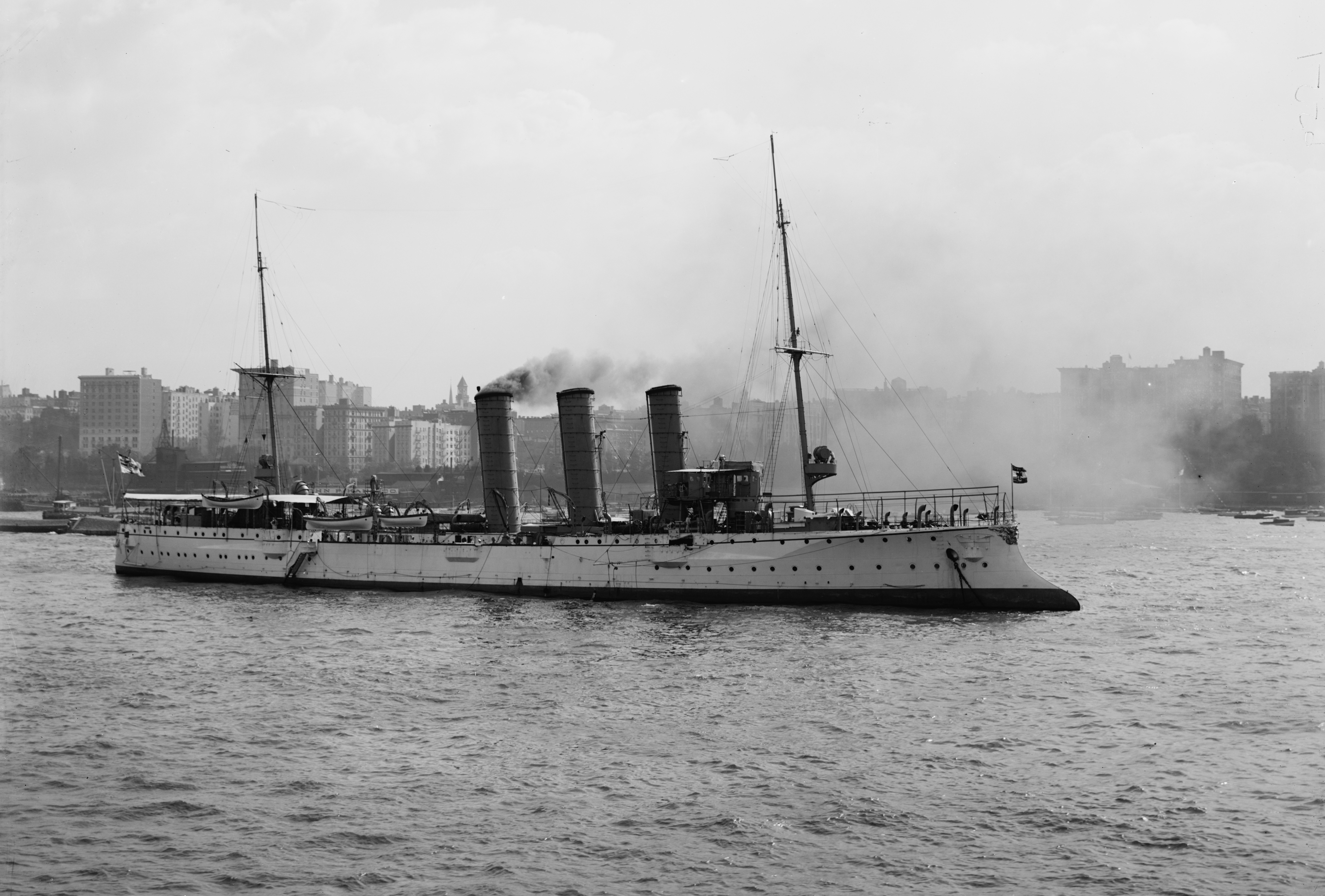
Die Bremen in New York 1909
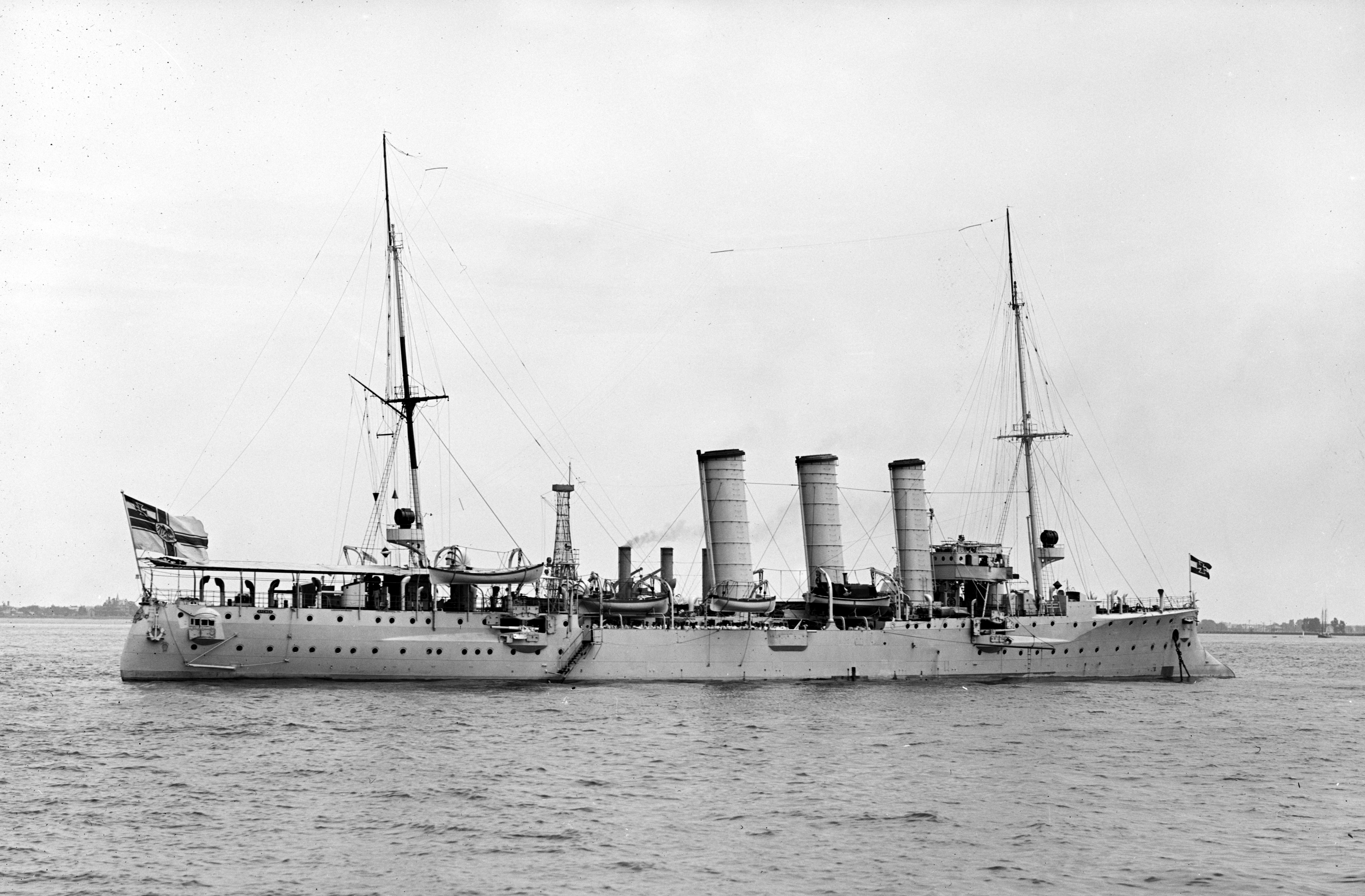
Die Bremen beim Besuch eines deutschen Geschwaders 1912 in den Vereinigten Staaten
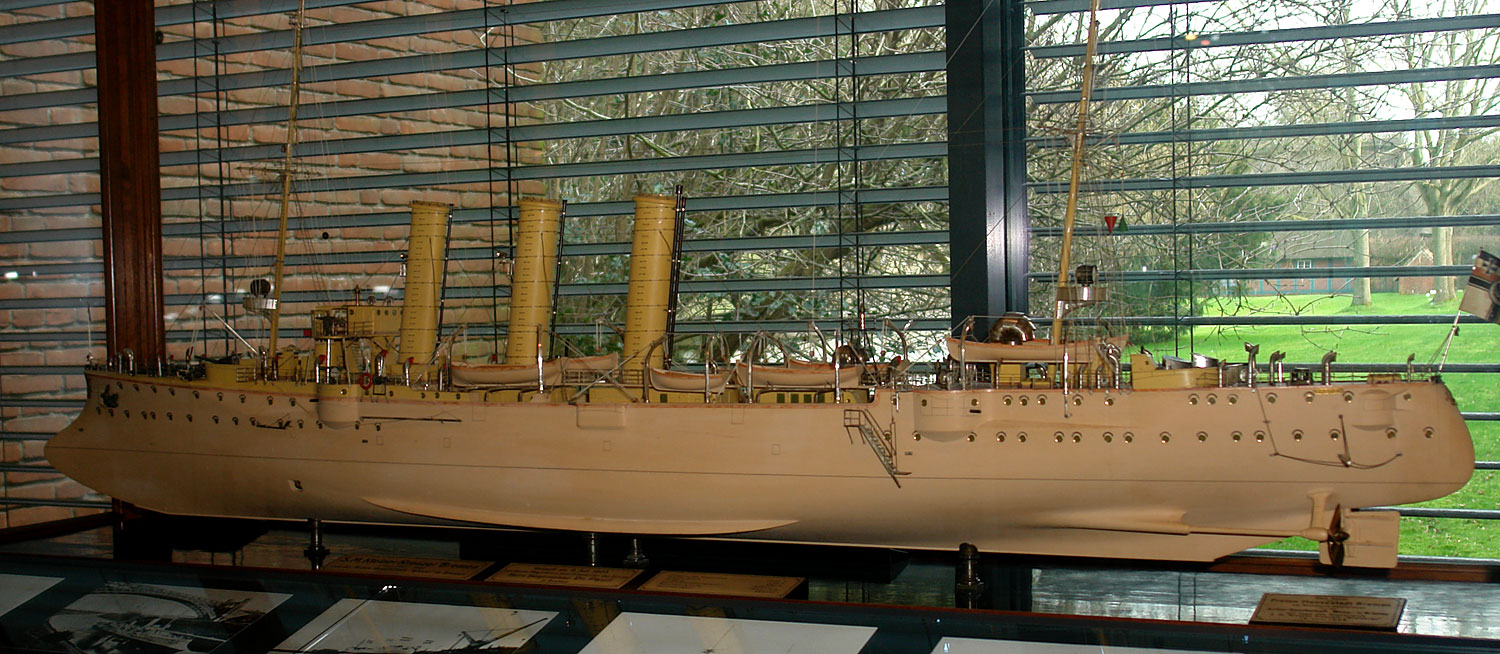
Modell Kleiner Kreuzer Bremen im Focke-Museum Bremen